# Apeadero Muelle YPF

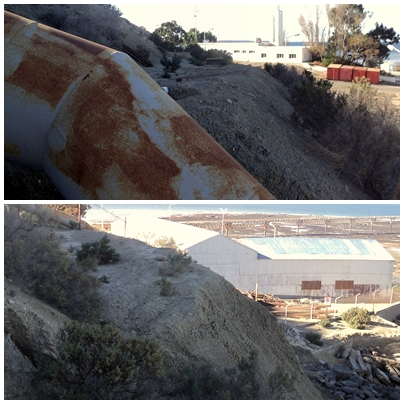
Últimos restos visibles del terraplén que surcaba el acantilado desde la costanera hasta Km 2.

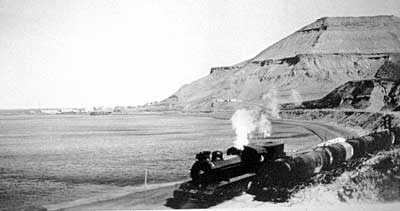
Locomotora en el vecino desvío particular Km 1.9 haciendo maniobras para descargas de vagones petroleros. Hoy casi todo este tramao de vías y terraplén fue barrido por el mar.

Muelle YPF o Kilómetro 2 era un apeadero ferroviario que también funcionó como parada del servicio suburbano del Ferrocarril de Comodoro Rivadavia que unía a esta localidad con Colonia Sarmiento, ambas en la provincia de Chubut (Argentina). Se encontraba en el Departamento Escalante dentro del ejido urbano de la ciudad de Comodoro Rivadavia entre los barrios Centro y General Mosconi.  A menos de 100 metros funcionó el vecino Desvío Km 1.9 usado para cargas petroleras.

## Toponimia
Tomó su nombre del muelle de YPF, por el cual está en inmediaciones. La nomenclatura de estaciones de 1946 aludió al apeadero como: estación, cuyo nombre se lo colocó por servir a YPF. Por otro lado, su otro nombre informal derivó de la justa distancia que la separa de la estación central. Además, con este nombre se buscó seguir la progresión que iniciaba en estación Comodoro (Km 0), apeadero Muelle YPF (Km 2), apeadero Gamela YPF (Km 3), desvío Almacén YPF (Km 4) y el remate en Talleres que fue redondeado a Km 5.

## Funcionamiento

### Itinerarios históricos
Un análisis de itinerarios de horarios del servicio de larga distancia confirman que no fue una parada de importancia para este viaje del ferrocarril. De este modo, los informes de horario entre 1920, 1928, 1930, 1936 y 1955 omitieron este punto. También, quizás se pudo deber a la proximidad de la parada Gamela que si sale en estos registros.
El primer itinerario que describió el apeadero fue el de 1934. El mismo brindó información de la sección del servicio suburbano que era ejecutado por trenes mixtos los días lunes y jueves junto con el viaje a Sarmiento. El viaje a vapor partía a las 9 de Comodoro para arribar a Sarmiento 16:50. No se aludió a este punto, pero si al vecino desvío Km 1.9.
En cambio, con el itinerario de 1938 describió una sección de servicio suburbano de pasajeros ampliada. Se mostró a Km 2 consolidada como parada, no apareciendo el desvío Km 1.9. El viaje a desde Comodoro a este punto tardaba 4 minutos y para llegar a la parada vecina es de kilómetros cúbicos se necesitaban otros 2 minutos. La velocidad del servicio que se reflejó en los horarios fue gracias a la introducción de ferrobuses que ejecutaron todos los servicios de pasajeros.
El itinerario de Ferrocarriles del Estado del 15 de diciembre de 1940. Todos los viajes de todas las líneas pasaron a operarse con ferrobuses. El viaje principal partía los domingos desde Comodoro a las 7:08, pasando por este punto a las 7:11 y arribando a Sarmiento a las 10:45; mientras que había otro viaje que partía todos los días menos domingos desde las 16:30, Paso por esta parada a las 16:33 y llegada a Sarmiento a las 20:25. En tanto, el viaje desde Sarmiento se producía los domingos desde las 17:45 con arribo a Comodoro a las 20:58; mientras que el viaje que corría todos los días menos domingos lo hacía desde las 7:45 con llegada a las 11:11 a Comodoro. Por otra parte, el itinerario informaba gran variedad de servicios que ejecutaron el viaje de media distancia a Escalante. Los mismos partían desde Comodoro a las 1:00, 6:35, 11:35, 16:40 y 18:49 y la vuelta desde Escalante se ejecutaba 2:15, 8:00, 13:00, 17:55 y 20:35. Además, el apeadero, era paso de las líneas a Astra, Talleres y COMFERPET. Por último, el itinerario se refirió a este punto como Apeadero Km 2 (Muelle YPF) y no poseía al fecha edificación para pasajeros.
Otro de los itinerarios que ofrece información del servicio suburbano es el itinerario de 1946. En este informe fue llamado Apeadero Km 2 (Muelle YPF). Los tiempos de llegada con las estaciones no variaron. En este informe su desvío de más de 100 metros parece diferenciado de esta parada como Kilómetro 1.9 (Desvío Particular).
El mismo itinerario de 1946 fue presentado por otra editorial y en el se hace mención menos detallada de los servicios de pasajeros de este ferrocarril. En el documento se aclaró que la mayoría de los ferrobuses pararían en puntos adicionales que los pasajeros solicitaran para ascender o descender. Las tarifas se cobraban desde o hasta la estación más próxima anterior o posterior. La diferencia principal es que a este punto por primera vez se lo aludió como Muelle YPF. La diferencia quizás se debió a que se discriminaba para las cargas con un nombre y para pasajeros con otro.
El 10 de diciembre de 1948 fue presentado un itinerario que no representó grandes variaciones respecto del presentado en 1946. Sin embargo, la gran diferencia con el anterior documento estuvo en el viaje de cargas que recorría la línea completa desde Comodoro a Sarmiento; y no partía desde Talleres como en el itinerario anterior. De este modo, el viaje de cargas partía sin un día estipulado, en forma condicional desde Comodoro a las 9:30, paso por este punto a las 9:35 y arribo a Sarmiento a las 18:05. En tanto, la vuelta vuelta desde Sarmiento se producía desde las 10:20 con arribo a estación Comodoro a las 20:25. Por último, el itinerario se volvió a referir a este punto como Apeadero Km 2 (Muelle YPF).
El último de los informes de horarios fue el de 1955. El documento presentó una sección dedicada del servicio suburbano que mostró la continuidad de los ferrobuses. Esta parada fue mencionada como Ap. Km 2 (Muelle YPF) . Al coche motor, partiendo desde la estación matriz, le seguía tomando alcanzar este punto 4 minutos. En tanto, estaba separada por 2 minutos de Gamela.

### Registro de boletos
Una extensa colección de boletos no hace mención a este punto. Esto se explica por los itinerarios, previamente analizados, de 1938 y 1946 que señalaron a Comodoro como punto de partida de las tarifas; estando el tramo Comodoro-Talleres en la primera sección de precios. De este modo, se podía viajar, previo paso Km 2, Km 3 y Km 4, a Talleres en los servicios suburbanos o de larga distancia. Es por ello, que se ve en la colección a Talleres y Comodoro como destinos muy recurrente. Asimismo, la tarifa tenía el valor de 0.50 en primera clase y 0.30 en segunda y fue posible por la escasa distancia entre estos puntos.

## Características

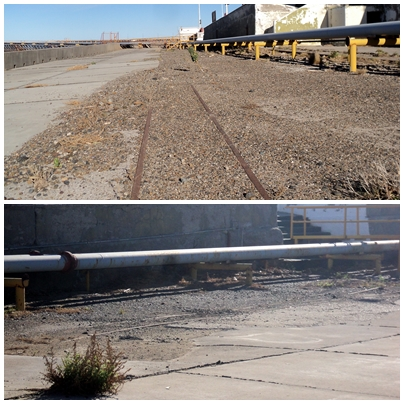
Restos de vías angostas en el muelle. La imagen superior se aleja hacia la salida al predio, en cambio la inferior está más próxima al muelle.

Era un punto estratégico porque por medio de este muelle se despacha y recibe hidrocarburos. El mismo también servía para enviar y recibir pasajeros desde los buques que a él arriban.  A unos mil metros de la costa se detenían los buques YPF. Las personas eran bajadas de modo burdo arriba de un canasto. De a pequeños grupos una grúa depositaba a los pasajeros sobre los lanchones, que navegaban con 20 o 30 personas a bordo hasta la punta del muelle. De ahí, por una escalera caracol subían los pasajeros a la plataforma del muelle. Una vez completado el proceso se esperaba a una zorra de trocha angosta para conducirlos al fin a tierra firme. En muchas partes de la ciudad resonaba aquel chirrido metálico de la zorra cargada de emigrantes.Gran parte de este muelle fue destruido por un temporal.
Este apeadero al funcionar como parada permitía el acceso de los viajeros a los trenes o su descenso en este lugar, aunque no se vendían pasajes ni contaba con una edificación que cumpliera las funciones de estación propiamente dicha. En 1958 un extenso informe de la línea informó que el equipaje que no sea bulto de mano, debería ser cargado o descargado, según el caso, por el interesado directamente en el furgón.
Se conectaba con el antiguo muelle de la empresa estatal Yacimientos Petrolíferos Fiscales donde se realizaba la carga y descarga de materiales y petróleo. YPF utilizó para estos trabajos una flotilla especial de trenes de trocha reducida llama Decauville y grúas.
En 1960 el lugar fue testigo del Accidente ferroviario de 1960 km³- Comodoro Rivadavia, que tuvo lugar en el tramo hacia la parada vecina Gamela. La fatalidad dejó 2 ferrobuses impactados y varios muertos. Hoy el lugar del incidente es una popular playa y hay un monumento que conmemora a los fallecidos.
Para 1960 un informe de instrucciones en el Itinerario del FC Patagónico ya señalaba el estado riesgoso del tendido ferroviario previo a este apeadero. Se marcaba que entre los kilómetros 1.55 y 1.75 había desmoronamientos tierra, siendo la velocidad máxima permitida 20 kilómetros por hora para las formaciones que por allí transitaran.
Hoy se sabe que gran parte de la inestabilidad que el cerro sufre en este sector donde estaba el desvío es causada por la intensa erosión marina. Una investigación llegó a la conclusión que en la zona costera entre el puerto de Comodoro y el Chalet Huergo, entre 1968 y 2023, se puede calcular una tasa de retroceso de la costa en valores van entre 60 centímetros y 1,10 metro. De este modo, se concluye que la costa se retira un metro hacia atrás en promedio por año. Actualmente, los geólogos de la UNPSJB consideran que la construcción de obras civiles en el mar como la del puerto modificó el perfil de playa ya que se generó una modificación en la forma en que las olas chocan contra la costa y dónde lo hace. Eso se intensifica en las tormentas y el cambio climático que aumenta el nivel del mar.
Km. 2 formó parte del Ferrocarril de Comodoro Rivadavia que comenzó a funcionar en el año 1910 y que fue cerrado definitivamente en el año 1978. Gran parte de las vías que iban hasta esta estación fueron sepultadas bajo asfalto o fueron arrasadas por el mar en el sector que daba al talud en 1993 en adelante ante la falta de mantenimiento.

### Ramal de YPF
Paralelo a este punto ferroviario funcionó un ramal decauville. Este pequeño ramal industrial, propiedad de YPF, era una línea subsidiaria del ferrocarril de Comodoro. Tuvo gran importancia en el ferrocarril dado que este ramal industrial atravesaba una parte del barrio General Mosconi corriendo paralelo a los apeaderos Km 2, Km 3 y Km 4. De esta manera, Km 2 y Km 1.9 eran  puntos claves para las cargas y para buscar pasajeros que arribaban o partían desde el mulle en barcos. Su trocha medía 60 cm. Iniciaba su recorrido desde el muelle petrolero y tras atravesar el barrio Moreno, la gamela, los almacenes YPF, la ex proveeduría acaba en proximidades a la administración de la petrolera estatal en el corazón de Km 3. 
En tanto, llevó pasajeros en sus pequeños vagones como carga de la empresa estatal petrolera. 
Fue desactivado a fines de los años 1970, en medio del plan de achique de costos del gobierno militar. Luego de la desafección del material rodante, YPF colocó en el patio de juegos del jardín céntrico N° 403 una locomotora utilizada por el ramal. La misma tuvo algunas modificaciones y fue pintada de varios colores. Su presencia en la institución le hizo ganar al jardín el cálido apodo de "Jardín El Trencito". Actualmente, aun hay muchos vestigios de vías en barrio y algunos de sus trenes descansan en el Museo Nacional del Petróleo.

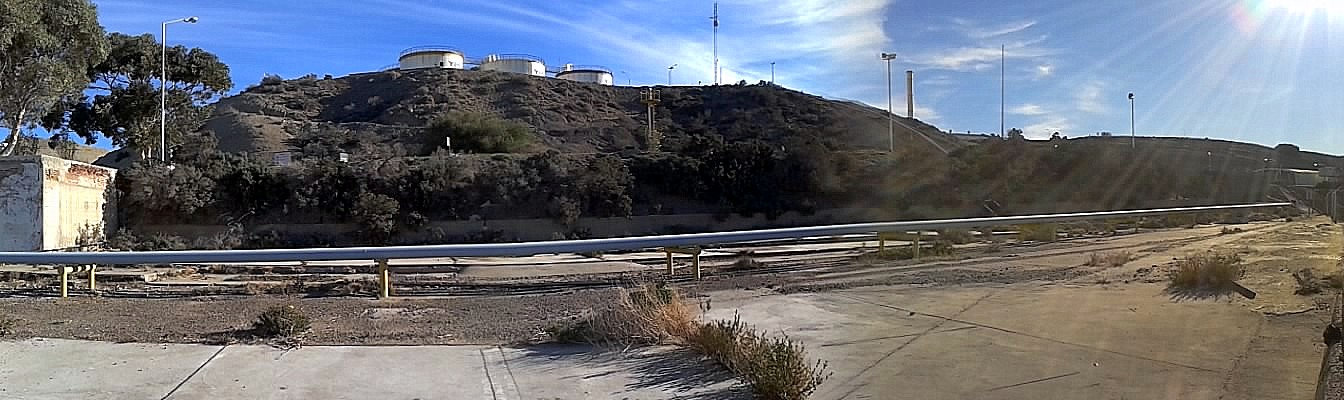
Terraplén intacto en el muelle YPF con vías sobre él.

## Galería
| |
| Primera destilería de Comodoro en inmediaciones a esta parada, su existencia fue estratégica y hoy ya no existe |

| |
| Boguies y gran cantidad de vías en la restinga del talud del Chenque oxidados por la acción del mar |

|                                         |
| Tramo de vías de trocha ancha intactas. |

| |
| Vías visibles en la imagen superior en completo abandono. En la imagen superior se ven vías de trocha corta en el inicio del muelle YPF. |

| |
| El oleoducto es acompañado por dos vías que se bifurcan en distintas direcciones, ambas son de calibre corto y pequeño |

|                                                                      |
| Restos supervivientes del puente ferroviario centenario en el muelle |

|                                                                                 |
| Últimos tramos visibles de las vías que pasaban por aquí y se dirigían al norte |

| |
| Desde el último tramo del terraplén ferroviario que sobrevive, se deslumbra como el avance del mar devoró el talud del Chenque desde el tramo costanera a km². |

|                                                                                        |
| Cruz que conmemora el fatal accidente ferroviario que aconteció cerca del ex apeadero. |

|                                                                         |
| Muelle YPF, donde ayer tuvo arribo el ferrocarril de Comodoro Rivadavia |

| |
| El muelel ypf conectado por vías férreas de trocha angosta, a un costado se observa la vía del ferrocarril Patagónico |